# Kaloula kokacii
Kaloula kokacii é uma espécie de anfíbio da família Microhylidae.
É endémica das Filipinas.
Os seus habitats naturais são: florestas subtropicais ou tropicais húmidas de baixa altitude, regiões subtropicais ou tropicais húmidas de alta altitude, pastagens, plantações, jardins rurais e florestas secundárias altamente degradadas.
Está ameaçada por perda de habitat.